# Jungkook
Jeon Jung-kook (tiếng Hàn: 전정국; Romaja: Jeon Jeongguk; sinh ngày 1 tháng 9 năm 1997), thường được biết đến với nghệ danh Jungkook (cách điệu là Jung Kook), là một nam thần tượng K-pop kiêm nhạc sĩ người Hàn Quốc. Anh là thành viên trẻ tuổi nhất và là giọng ca chính của nhóm nhạc nam Hàn Quốc BTS.

## Tiểu sử
Jeon Jung-kook sinh ngày 1 tháng 9 năm 1997 tại Busan, Hàn Quốc. Anh là con út trong một gia đình có 2 anh  em, và anh trai hơn 2 tuổi Jeon Jung-hyun. Anh theo học Trường Tiểu học Baekyang và Trường Trung học Baekyang ở Busan. Khi trở thành thực tập sinh, anh chuyển đến Trường Trung học Singu ở Seoul. Jungkook ban đầu có ước mơ trở thành một vận động viên cầu lông khi còn nhỏ, nhưng sau khi xem G-Dragon biểu diễn "Heartbreaker" trên truyền hình, điều này đã khiến anh quyết định trở thành một ca sĩ.
Năm 2011, Jungkook tham gia chương trình tìm kiếm tài năng Superstar K của Hàn Quốc trong buổi thử giọng ở Daegu. Mặc dù không được chọn, nhưng anh đã nhận được lời mời thử giọng từ 7 công ty giải trí. Sau cùng, anh lựa chọn trở thành một thực tập sinh của Big Hit Entertainment sau khi xem RM — hiện là thành viên cùng nhóm và trưởng nhóm của anh trong BTS — biểu diễn. Để rèn luyện kỹ năng nhảy trong thời gian chuẩn bị ra mắt, anh đến Los Angeles vào mùa hè năm 2012 để được huấn luyện tại tại Movement Lifestyle. Tháng 6 năm 2012, anh xuất hiện trong video âm nhạc "I'm Da One" của Jo Kwon và cũng từng là vũ công cho Glam trước khi ra mắt. Anh tốt nghiệp Trường Trung học Biểu diễn Nghệ thuật Seoul, một trường trung học nghệ thuật, vào năm 2017. Tháng 11 năm 2016, anh quyết định từ bỏ kỳ thi CSAT, kỳ thi tuyển sinh đại học toàn quốc của Hàn Quốc. Đến năm 2021, anh theo học tại Đại học Global Cyber chuyên ngành Phát thanh và Giải trí.

## Sự nghiệp

### 2013–nay: BTS
Ngày 13 tháng 6 năm 2013, Jungkook ra mắt với tư cách là thành viên của BTS với album đầu tay 2 Cool 4 Skool của nhóm. Khi hoạt động cùng với BTS, anh đã phát hành 3 bài hát solo; bài hát nhạc pop đầu tiên "Begin" từ album Wings năm 2016, kể về hành trình chuyển đến Seoul khi còn trẻ để trở thành thần tượng và bày tỏ lòng biết ơn đối với các thành viên đã chăm sóc anh trong suốt khoảng thời gian đó. Bài hát thứ hai "Euphoria" thuộc thể loại future bass được phát hành cùng với một đoạn phim ngắn dài 9 phút vào ngày 5 tháng 4 năm 2018 như một đoạn giới thiệu cho phần thứ ba của chuỗi album Love Yourself của BTS. Phiên bản đầy đủ của bài hát được phát hành vào ngày 24 tháng 8 năm 2018 trong album tổng hợp Love Yourself: Answer của nhóm. "Euphoria" được sản xuất bởi DJ Swivel và đạt vị trí số 5 trên bảng xếp hạng Bubbling Under Hot 100 của Billboard. Bài hát solo thứ ba "My Time" từ album phòng thu Map of the Soul: 7 (2020) của nhóm là một bài hát thuộc thể loại R&B, kể về những trải nghiệm tuổi teen mà anh phải từ bỏ vì sự nghiệp của mình. "My Time" đạt vị trí số 84 trên Billboard Hot 100 của Hoa Kỳ. "Euphoria" và "My Time" là bài hát solo xếp hạng lâu nhất và lâu thứ hai trong số các ca sĩ K-pop trên bảng xếp hạng World Digital Song Sales của Billboard khi lần lượt trải qua 72 và 68 tuần trên bảng xếp hạng.
Jungkook được ghi nhận là nhà sản xuất chính cho 2 bài hát "Love is Not Over" và "Magic Shop" của BTS.

### 2015–nay: Hoạt động solo
Tháng 9 năm 2015, Jungkook tham gia chiến dịch "One Dream, One Korea" và hợp tác cùng với nhiều nghệ sĩ Hàn Quốc để tưởng nhớ chiến tranh Triều Tiên. Bài hát được phát hành vào ngày 24 tháng 9 và biểu diễn tại One K Concert ở Seoul vào ngày 15 tháng 10.
Năm 2016, Jungkook tham gia vào một tập thử nghiệm của chương trình "Flower Crew". Anh cũng xuất hiện trên chương trình Celebrity Bromance cùng với Lee Min-woo của Shinhwa. và tham gia King of Mask Singer với biệt danh "Fencing Man", xuất hiện trong tập 72.
Ngày 6 tháng 11 năm 2018, Jungkook cover bài hát "We Don't Talk Anymore" cùng với Charlie Puth trong phần mở đầu chương trình của MBC Plus X Genie Music Awards.
Ngày 4 tháng 6 năm 2020, Jungkook phát hành bài hát "Still With You" miễn phí thông qua nền tảng SoundCloud thuộc khuôn khổ sự kiện kỷ niệm ngày ra mắt của BTS hàng năm. Billboard mô tả bài hát có "tiếng synth leng keng, guitar nhẹ nhàng và trống". Jungkook đã sản xuất bài hát.
Vào ngày 20 tháng 11 năm 2022, Jungkook phát hành đĩa đơn "Dreamers", hợp tác với ca sĩ người Qatar Fahad Al Kubaisi, trước buổi biểu diễn của mình tại lễ khai mạc Giải vô địch bóng đá thế giới 2022 ở Qatar vào cuối ngày hôm đó— đĩa đơn này sẽ được đưa vào album chính thức của giải đấu. Jungkook biểu diễn trong lễ khai mạc tại Sân vận động Al Bayt và biểu diễn bài hát cùng với Al Kubaisi, qua đó trở thành nghệ sĩ Hàn Quốc đầu tiên hát ca khúc chính thức của World Cup và biểu diễn tại lễ khai mạc sự kiện.
Ngày 14/7/2023, Jungkook cho ra mắt ca khúc "Seven" cùng với nữ Rapper người Mỹ Latto, trong mv còn có sự xuất hiện của nữ thần màn ảnh Han So-hee.

## Tác động và ảnh hưởng
Theo cuộc khảo sát do Gallup Korea thực hiện, Jungkook được xếp ở vị trí số 3  cho thần tượng được yêu thích nhất năm 2019. Anh ra mắt trong danh sách này ở vị trí số 20 vào năm 2016, vị trí số 17 vào năm 2017, sau đó là vị trí số 8 vào năm 2018. Năm 2018, Jungkook dẫn đầu danh sách những người nổi tiếng được yêu thích nhất ở Trung Quốc trong 10 tuần liên tiếp trên tạp chí Hi China. Jungkook còn cực kỳ nổi tiếng trên mạng xã hội giữa những người hâm mộ. Tháng 12 năm 2018, một đoạn video ghi lại cảnh anh hát trong một phòng thu đã trở thành dòng tweet được retweet nhiều nhất ở Hàn Quốc vào cùng năm với hơn 620.000 lượt retweet. Nhiều nghệ sĩ cũng đề cập đến anh như là một nguồn ảnh hưởng và hình mẫu, chẳng hạn như Kim Dong-han và Hyeongseop X Euiwoong. Jungkook đã đề cập đến Justin Bieber, Justin Timberlake và Usher là những nguồn cảm hứng âm nhạc của anh.
Sự nổi tiếng của Jungkook đã mang lại biệt danh "Sold Out King" cho anh vì những mặt hàng mà mọi người nhìn thấy anh đang sử dụng thường nhanh chóng hết hàng. Chúng bao gồm giày, nước xả vải Downy, rượu, tiểu thuyết — I Decided to Live as Me của Kim Soo-hyun, sau đó trở thành cuốn sách bán chạy nhất ở cả Hàn Quốc và Nhật Bản — và Hanbok. Truyền thông Hàn Quốc đưa tin rằng Jungkook đã tạo nên xu hướng thời trang "Hanbok cách tân" trong ngành giải trí Hàn Quốc khi những người nổi tiếng như Jun Hyun-moo, Jang Do-yeon, Gong Hyo-jin, người dẫn chương trình Oh Seung-hwan và Park Joo-ho của The Return of Superman bắt đầu diện những bộ quần áo tương tự sau khi anh dùng chúng.
Jungkook là nam thần tượng K-pop được tìm kiếm nhiều nhất năm 2019 trên Google theo bảng xếp hạng giữa năm của họ. Anh tiếp tục dẫn đầu bảng xếp hạng vào năm 2020 và là thần tượng K-pop được tìm kiếm nhiều nhất trên YouTube vào năm 2019 và 2020. Trên Tumblr, anh đạt vị trí số 1 trong danh sách những ngôi sao K-pop hàng đầu trong 3 năm liên tiếp. Trên Twitter, anh sở hữu dòng tweet được retweet nhiều nhất vào năm 2019 và dòng tweet được retweet nhiều thứ hai vào năm 2020. Tháng 3 năm 2021, Jungkook lập kỷ lục mới mọi thời đại về số lượng người xem cao nhất theo thời gian thực trong lịch sử V Live khi chương trình phát sóng solo của anh vượt hơn 22 triệu người xem trực tiếp — anh lần đầu tiên phá kỷ lục này vào tháng 10 năm 2018 khi chương trình phát sóng của anh vượt hơn 3,7 triệu người xem trực tiếp trên toàn cầu.
Năm 2018, anh được Tổng thống Hàn Quốc trao tặng Huân chương Văn hóa cùng với các thành viên khác của BTS nhờ những đóng góp của nhóm trong việc truyền bá văn hoá và ngôn ngữ Hàn Quốc. Tháng 6 năm 2021, một nhà lập pháp của Đảng Công lý sử dụng hình ảnh của anh nhằm thúc đẩy việc hợp pháp hóa hình xăm ở Hàn Quốc, hoạt động theo quy định. Bài đăng bị cư dân mạng lên án rộng rãi, họ cáo buộc nhà lập pháp đã lợi dụng danh tiếng của Jungkook cho mục đích chính trị. Cùng năm, thị trưởng John Geesnell Yap của Tagbilaran ở Philippines đã đăng tải những hình ảnh của Jungkook nhằm thuyết phục người dân tiêm vắc xin phòng COVID. Tháng 7 năm 2021, anh được Tổng thống Moon Jae-in bổ nhiệm làm Đặc phái viên của Tổng thống về Thế hệ Tương lai và Văn hóa cùng với các thành viên khác của BTS nhằm "nâng cao nhận thức về chương trình nghị sự toàn cầu, tăng trưởng bền vững và củng cố sức mạnh ngoại giao của các quốc gia trên toàn cầu".

## Danh sách đĩa nhạc

### Bài hát được xếp hạng
| Tên | Năm               | Vị trí cao nhất   | Vị trí cao nhất   | Vị trí cao nhất   | Vị trí cao nhất   | Vị trí cao nhất   | Vị trí cao nhất   | Vị trí cao nhất   | Vị trí cao nhất   | Vị trí cao nhất   | Doanh số                                 | Album                        |
| Tên | Năm               | KOR               | CAN               | HUN               | JPN Hot           | NZ Hot            | SCO               | UK                | US                | US World          | Doanh số                                 | Album                        |
| Như nghệ sĩ chính                                                                                      | Như nghệ sĩ chính | Như nghệ sĩ chính | Như nghệ sĩ chính | Như nghệ sĩ chính | Như nghệ sĩ chính | Như nghệ sĩ chính | Như nghệ sĩ chính | Như nghệ sĩ chính | Như nghệ sĩ chính | Như nghệ sĩ chính | Như nghệ sĩ chính                        | Như nghệ sĩ chính            |
| --- | ----------------- | ----------------- | ----------------- | ----------------- | ----------------- | ----------------- | ----------------- | ----------------- | ----------------- | ----------------- | ---------------------------------------- | ---------------------------- |
| "Begin"                                                                                                | 2016              | 27                | —                 | —                 | —                 | —                 | —                 | —                 | —                 | 1                 | - KOR: 90,526                            | Wings                        |
| "Euphoria"                                                                                             | 2018              | 11                | 86                | 16                | 76                | 9                 | 49                | —                 | —                 | 1                 | - US: 15,000                             | Love Yourself: Answer        |
| "My Time"                                                                                              | 2020              | 21                | —                 | 20                | —                 | 12                | 58                | —                 | 84                | 1                 | - US: 24,000                             | Map of the Soul: 7           |
| "Stay Alive"                                                                                           | 2022              | 80                | TBA               | TBA               | 44                | 6                 | —                 | 89                | 95                | TBA               | - JPN (kỹ thuật số): 15,852 - WW: 30,400 | Đĩa đơn không có trong album |
| Hợp tác                                                                                                |                   |                   |                   |                   |                   |                   |                   |                   |                   |                   |                                          |                              |
| "Perfect Christmas" (với Jo Kwon, Lim Jeong-hee, Joohee và RM)                                         | 2013              | 45                | —                 | —                 | —                 | —                 | —                 | —                 | —                 | —                 | - KOR: 64,789                            | Đĩa đơn không có trong album |
| "—" biểu thị cho bản phát hành không ra mắt trên bảng xếp hạng hoặc không được phát hành ở khu vực đó. |                   |                   |                   |                   |                   |                   |                   |                   |                   |                   |                                          |                              |

### Bài hát khác
| Năm  | Tên                   | Định dạng                       | Ghi chú           | Nguồn  |
| ---- | --------------------- | ------------------------------- | ----------------- | ------ |
| 2013 | "Like A Star"         | Tải kỹ thuật số phát trực tuyến | với RM            | [ 76 ] |
| 2015 | "One Dream One Korea" | Tải kỹ thuật số phát trực tuyến | với nhiều nghệ sĩ | [ 77 ] |
| 2016 | "I Know"              | Tải kỹ thuật số phát trực tuyến | với RM            | [ 78 ] |
| 2016 | "I'm In Love"         | Tải kỹ thuật số phát trực tuyến | với Lady Jane     | [ 79 ] |
| 2020 | "Still with You"      | Tải kỹ thuật số phát trực tuyến |                   |        |

### Sáng tác
Tất cả các thông tin của bài hát đều được trích từ cơ sở dữ liệu của Hiệp hội Bản quyền Âm nhạc Hàn Quốc.
| Năm  | Nghệ sĩ | Album                                            | Bài hát                      |
| ---- | --- | ------------------------------------------------ | ---------------------------- |
| 2013 | BTS | 2 Cool 4 Skool                                   | "We Are Bulletproof Pt. 2"   |
| 2013 | BTS | 2 Cool 4 Skool                                   | "No More Dream"              |
| 2013 | BTS | 2 Cool 4 Skool                                   | "Outro: Circle Room Cypher"  |
| 2015 | BTS | The Most Beautiful Moment in Life, Pt. 1         | "Outro: Love Is Not Over"    |
| 2015 | BTS | The Most Beautiful Moment in Life, Pt. 2         | "Run"                        |
| 2016 | BTS | The Most Beautiful Moment in Life: Young Forever | "Dead Leaves"                |
| 2016 | BTS | The Most Beautiful Moment in Life: Young Forever | "Run" (Alternative Mix)      |
| 2016 | BTS | The Most Beautiful Moment in Life: Young Forever | "Love Is Not Over"           |
| 2016 | BTS | The Most Beautiful Moment in Life: Young Forever | "Run" (Ballad Mix)           |
| 2016 | BTS | Youth                                            | "Introduction: Youth"        |
| 2018 | BTS | Love Yourself: Tear                              | "Magic Shop"                 |
| 2020 | BTS | Map of the Soul: 7                               | "My Time"                    |
| 2020 | Jungkook | Đĩa đơn không có trong album                     | "Still With You"             |
| 2020 | BTS | Map of the Soul: 7 - The Journey                 | "Your Eyes Tell"             |
| 2020 | BTS | Map of the Soul: 7 - The Journey                 | "Outro: The Journey"         |
| 2020 | BTS | Đĩa đơn không có trong album                     | "In the Soop"                |
| 2020 | BTS | Be                                               | "Telepathy"                  |
| 2020 | BTS | Be                                               | "Stay"                       |
| 2021 | BTS | BTS, the Best                                    | "Film Out"                   |
| 2022 | BTS | Proof                                            | "Run BTS"                    |
| 2022 | BTS | Proof                                            | "Still With You" (a capella) |
| 2022 | Jungkook\| data-sort-value="" style="background: var(--background-color-interactive, #ececec); color: var(--color-base, inherit); vertical-align: middle; text-align: center; " class="table-na" \| Đĩa đơn không có trong album | "My You"                                         |                              |
| 2022 | Jungkook\| data-sort-value="" style="background: var(--background-color-interactive, #ececec); color: var(--color-base, inherit); vertical-align: middle; text-align: center; " class="table-na" \| Đĩa đơn không có trong album | FIFA World Cup 2022™ Official Soundtrack         | "Dreamers"                   |
| 2023 | Jungkook, Latto |                                                  | "Seven"                      |

## Danh sách phim

### Đạo diễn
| Năm  | Tên                           | Đạo diễn                                                              | Nguồn         |
| ---- | ----------------------------- | --------------------------------------------------------------------- | ------------- |
| 2017 | "G.C.F in Tokyo (정국&지민)"  | JK                                                                    | [ 83 ]        |
| 2018 | "G.C.F in Osaka"              | JK                                                                    | [ 84 ]        |
| 2018 | "G.C.F in USA"                | JK                                                                    | [ 85 ] [ 86 ] |
| 2018 | "G.C.F in Saipan"             | JK                                                                    | [ 86 ] [ 87 ] |
| 2018 | "G.C.F in Newark VHS ver."    | JK                                                                    | [ 86 ] [ 88 ] |
| 2019 | "G.C.F in Helsinki"           | JK                                                                    | [ 86 ] [ 89 ] |
| 2020 | "Life Goes On"                | Jeon Jungkook, Choi Yongseok (Lumpens) & Yoon Jihye (Lumpens)         | [ 90 ]        |
| 2020 | "Life Goes On: on my pillow"  | Jeon Jungkook, Choi Yongseok (Lumpens) & Yoon Jihye (Lumpens)         | [ 91 ]        |
| 2020 | "Life Goes On: in the forest" | Jeon Jungkook, Choi Yongseok (Lumpens) & Yoon Jihye (Lumpens)         | [ 92 ]        |
| 2020 | "Life Goes On: like an arrow" | Jeon Jungkook, Nu Kim, Choi Yongseok (Lumpens) & Yoon Jihye (Lumpens) | [ 93 ]        |

### Video âm nhạc
| Năm  | Tên                 | Thời lượng | Ghi chú                                          | Nguồn  |
| ---- | ------------------- | ---------- | ------------------------------------------------ | ------ |
| 2013 | "Perfect Christmas" | 3:45       | với RM, Jo Kwon, Lim Jeong-hee & Jo Hee (8Eight) | [ 94 ] |

### Chương trình truyền hình
| Năm  | Kênh               | Tên       | Vai                | Ghi chú          | Nguồn  |
| ---- | ------------------ | --------- | ------------------ | ---------------- | ------ |
| 2016 | Music Bank         | KBS2      | MC đặc biệt        | với Sana         | [ 95 ] |
| 2016 | Show! Music Core   | MBC       | MC đặc biệt        | với Jimin        | [ 96 ] |
| 2016 | Show! Music Core   | MBC       | MC đặc biệt        | với J-Hope       | [ 97 ] |
| 2016 | Flower Crew        | SBS       | Thành viên cố định | Tập Pilot        | [ 22 ] |
| 2016 | Celebrity Bromance | MBig TV   | Thành viên cố định | Mùa 8, tập 35–39 | [ 23 ] |
| 2017 | Show Champion      | MBC Music | MC đặc biệt        | —                | [ 98 ] |

### Đoạn giới thiệu và phim ngắn
| Năm  | Tên        | Thời lượng | Đạo diễn                 | Nguồn   |
| ---- | ---------- | ---------- | ------------------------ | ------- |
| 2016 | "Begin #1" | 2:35       | Yong-seok Choi (Lumpens) | [ 99 ]  |
| 2018 | "Euphoria" | 8:52       | Yong-seok Choi (Lumpens) | [ 100 ] |

## Giải thưởng và đề cử
| Giải thưởng | Năm                   | Hạng mục              | Đề cử    | Kết quả   | Nguồn   |
| ----------- | --------------------- | --------------------- | -------- | --------- | ------- |
| 2019        | MTV Millennial Awards | Instagrammer toàn cầu | Jungkook | Đoạt giải | [ 101 ] |

## Chương trình âm nhạc

#### Show Champion
| Năm  | Ngày      | Bài hát | Điểm |
| ---- | --------- | ------- | ---- |
| 2023 | 2 tháng 8 | "Seven" | 5545 |
| 2023 | 9 tháng 8 | "Seven" | 5311 |

#### M Countdown
| Năm  | Ngày        | Bài hát               | Điểm |
| ---- | ----------- | --------------------- | ---- |
| 2023 | 20 tháng 7  | "Seven"               | 6068 |
| 2023 | 27 tháng 7  | "Seven"               | 7606 |
| 2023 | 3 tháng 8   | "Seven"               | 7737 |
| 2023 | 5 tháng 10  | "3D"                  | _    |
| 2023 | 12 tháng 10 | "3D"                  | 8436 |
| 2023 | 19 tháng 10 | "3D"                  | 7874 |
| 2023 | 9 tháng 11  | "Standing Next to You | 9622 |

#### Music Bank
| Năm  | Ngày        | Bài hát | Điểm |
| ---- | ----------- | ------- | ---- |
| 2023 | 11 tháng 11 | "Seven" | 9776 |

#### Show! Music Core
| Năm  | Ngày       | Bài hát | Điểm |
| ---- | ---------- | ------- | ---- |
| 2023 | 5 tháng 8  | "Seven" | 6689 |
| 2023 | 26 tháng 8 | "Seven" | 6832 |
| 2023 | 2 tháng 9  | "Seven" | 6671 |
| 2023 | 9 tháng 9  | "Seven" | 7026 |

#### Inkigayo
| Năm  | Ngày       | Bài hát | Điểm |
| ---- | ---------- | ------- | ---- |
| 2023 | 30 tháng 7 | "Seven" | 8074 |
| 2023 | 6 tháng 8  | "Seven" | 8379 |
| 2023 | 13 tháng 8 | "Seven" | 8425 |